# Chrobotek reniferowy

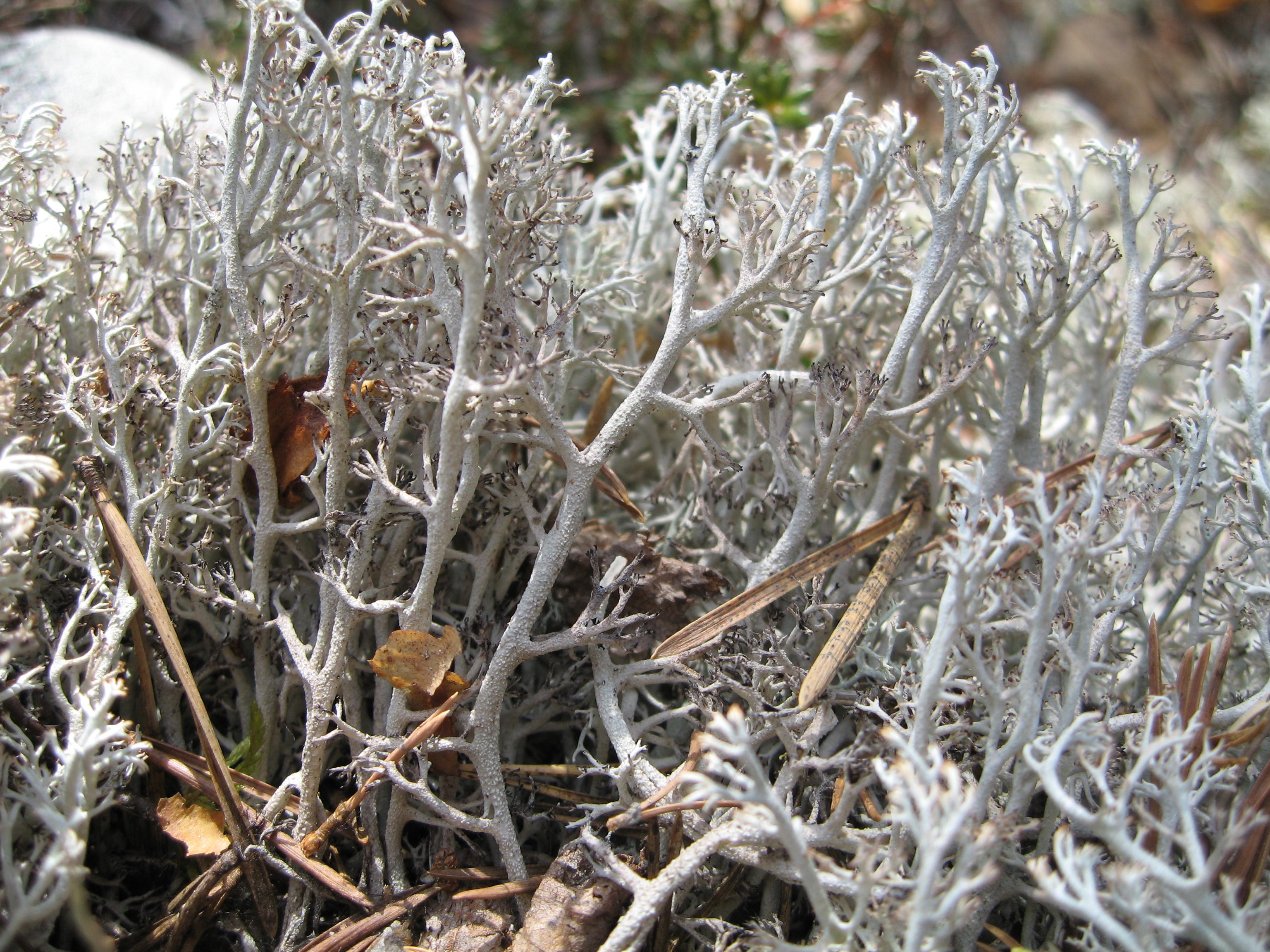

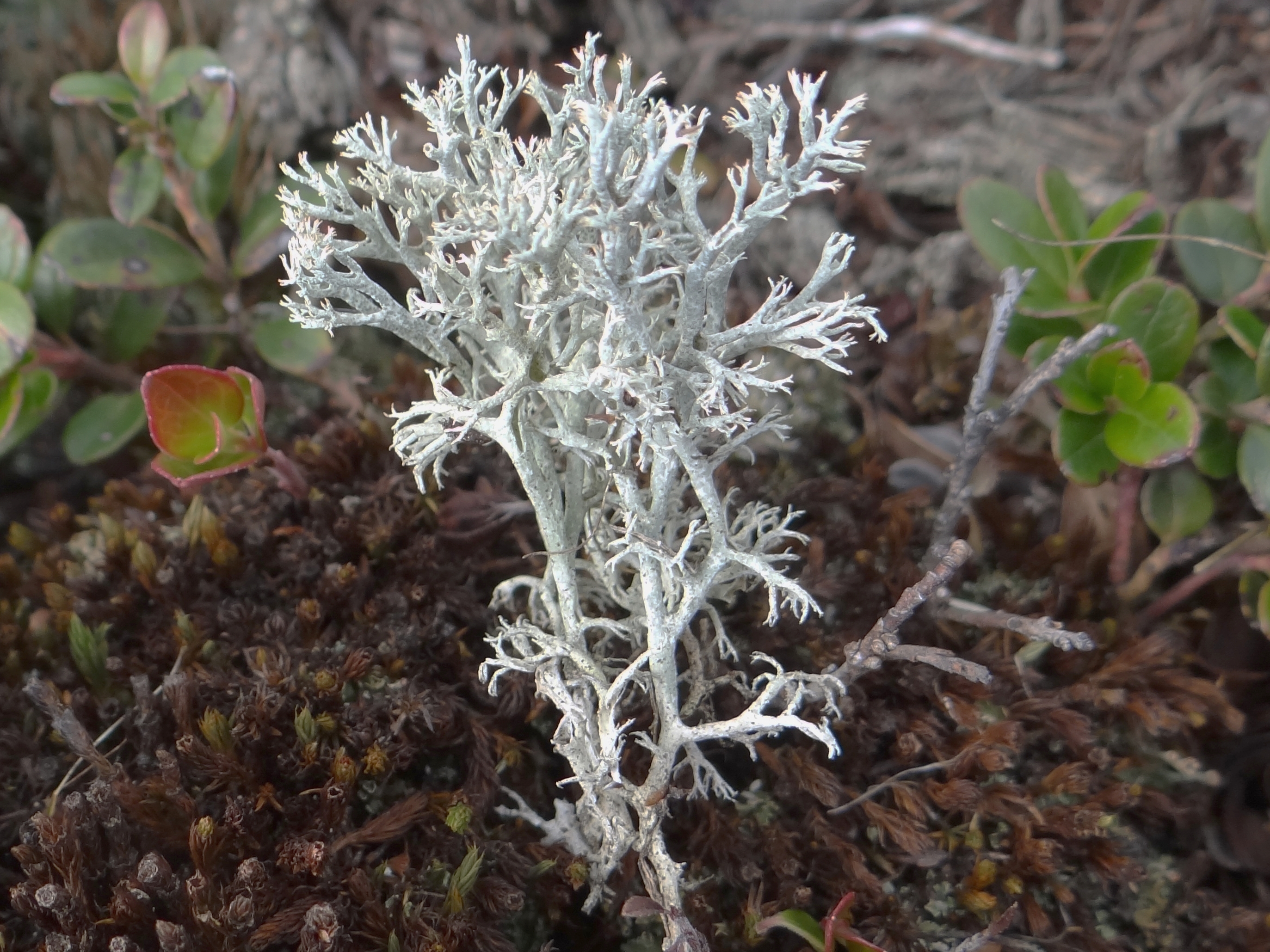

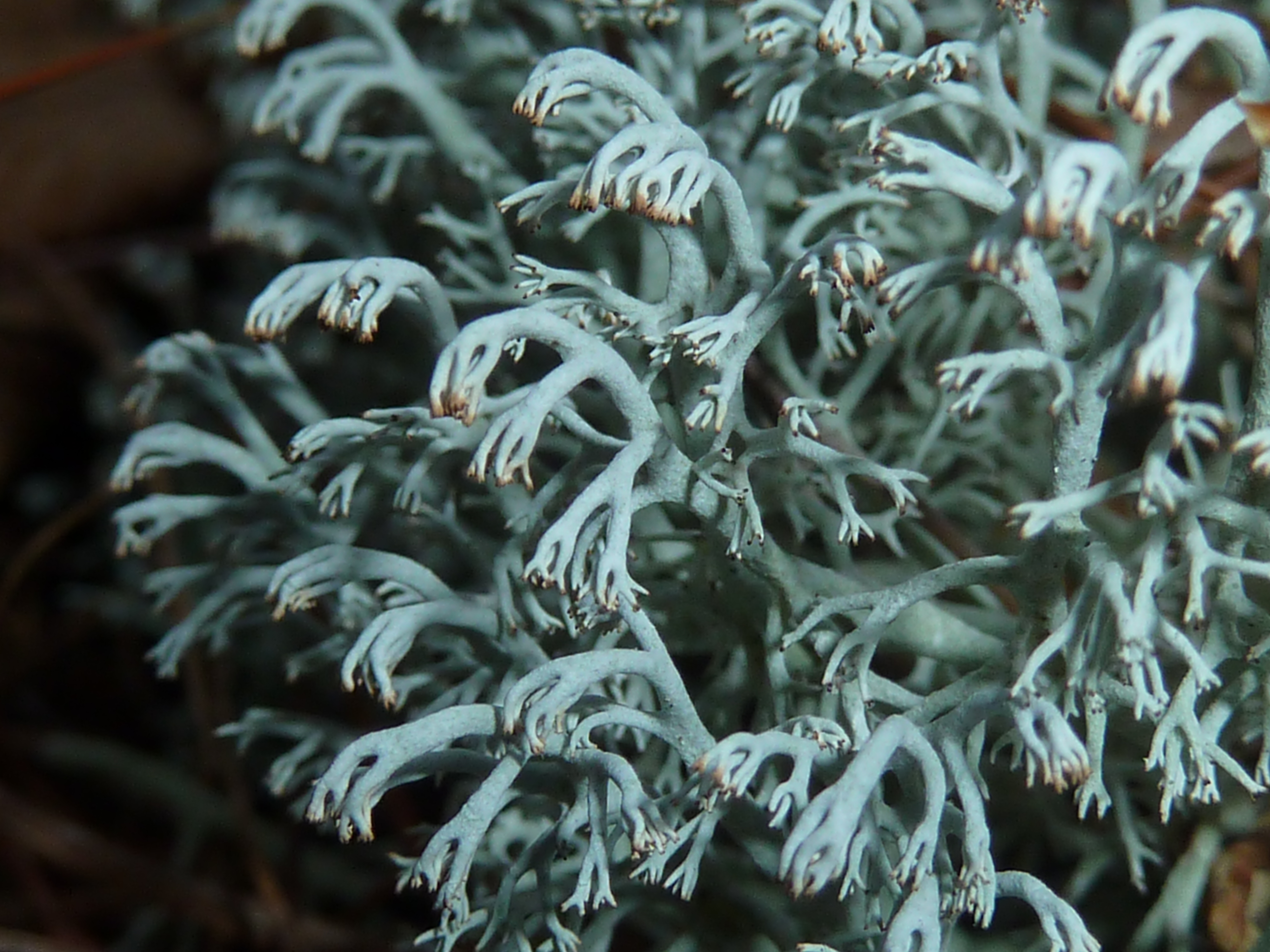

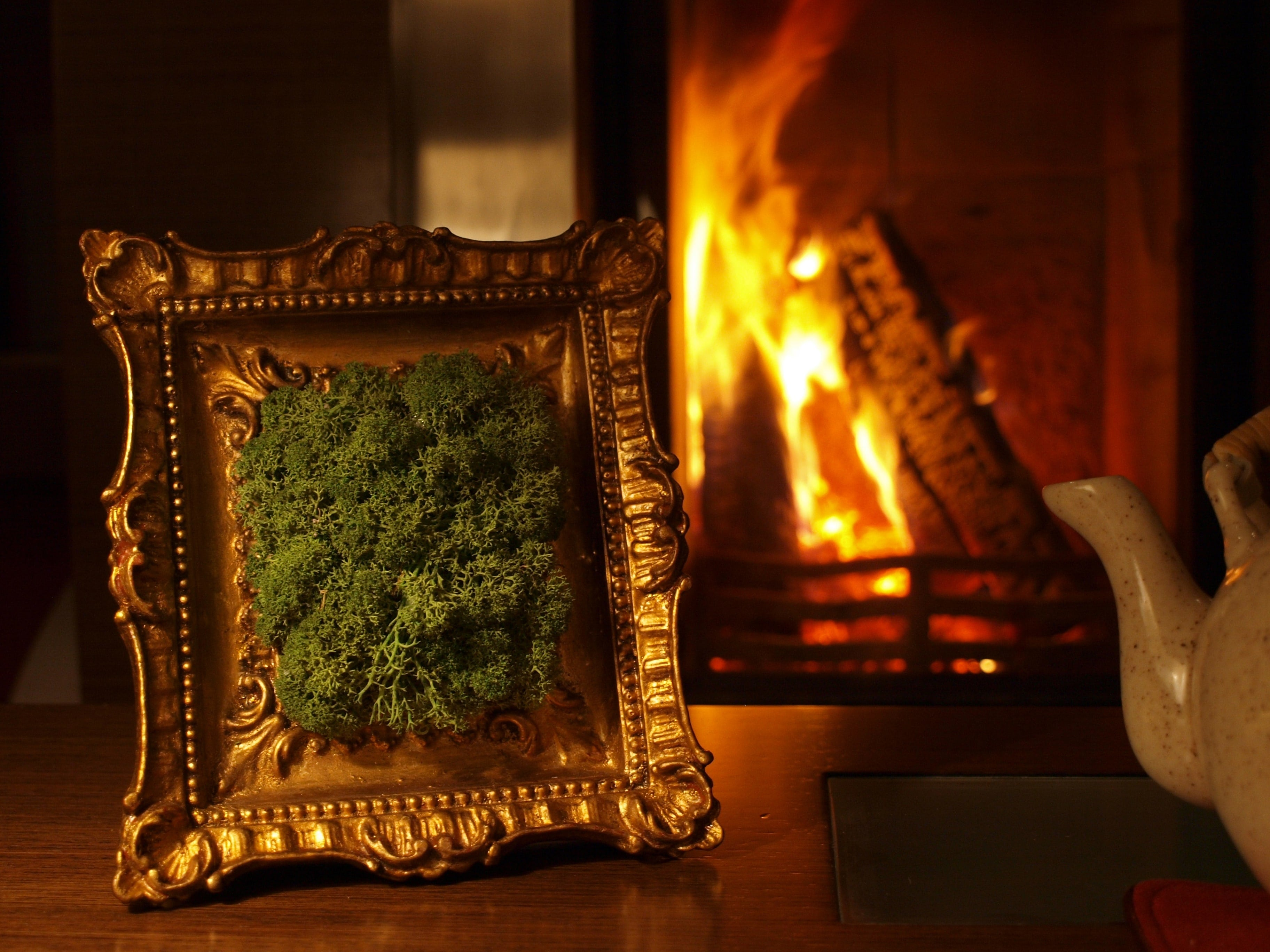
Chrobotek reniferowy w ozdobnej ramce

Chrobotek reniferowy, chrobotka reniferowa (Cladonia rangiferina (L.) Weber ex F.H. Wigg.) – gatunek grzybów należący do rodziny chrobotkowatych (Cladoniaceae). Ze względu na współżycie z glonami zaliczany jest do porostów.

## Systematyka i nazewnictwo
Pozycja w klasyfikacji według Index Fungorum: Cladonia, Cladoniaceae, Lecanorales, Lecanoromycetidae, Lecanoromycetes, Pezizomycotina, Ascomycota, Fungi.
Gatunek ten po raz pierwszy zdiagnozowany został przez Karola Linneusza w 1753 r. jako Lichen rangiferinus (porost reniferowy), do rodzaju Cladonia w 1780 r. przenieśli go Georg Heinrich Weber i Friedrich Heinrich Wiggers.
Niektóre synonimy naukowe:
- Cladina rangiferina (L.) Nyl. 1866
- Lichen rangiferinus L. 1753[3].

Nazwa polska według Krytycznej listy porostów i grzybów naporostowych Polski. Zarówno gatunkowa nazwa łacińska, jak i polska pochodzą od tego, że porost ten jest jednym z głównych pokarmów reniferów.

## Morfologia
Plecha z glonami protokokkoidalnymi, zróżnicowana na plechę pierwotną i wtórną. Skorupiasta plecha pierwotna zanika bardzo wcześnie. Plecha wtórna to wyrastające z plechy pierwotnej krzaczkowate podecja o wysokości 3–10 cm i grubości 1–2 mm. Podecja są puste w środku, a ich powierzchnia jest pilśniowata o barwie jasnoszarej lub szaropielatej. Kory brak. Podecja rozgałęziają się widełkowato lub 3–4-dzielnie, a ich brunatne zakończenia znajdujące się dość daleko od siebie i są nieco zagięte w jedną stronę. W miejscu rozgałęzień znajduje się otworek. Podecja wyrastają obok siebie, tworząc murawki. Smak gorzki.
Reakcje barwne: podecja K + żółty, Pd+ czerwony.
Owocniki pojawiają się bardzo rzadko na szczytach gałązek. Są to apotecja lecideowe o brązowych tarczkach i średnicy 0,5–1 mm. W jednym worku powstaje po 8 bezbarwnych, jednokomórkowych askospor o rozmiarach 8–15 × 2–3,5 μm. Często natomiast na szczytach gałązek występują brązowe pyknidy.
Wytwarza kwasy porostowe.

## Występowanie i siedlisko
Występuje w Ameryce Północnej, Środkowej i Południowej, Europie, Azji oraz na wielu wyspach. Szczególnie częsty jest na półkuli północnej, północna granica jego zasięgu sięga tutaj po Szetlandy, Grenlandię i północne wybrzeża Ameryki Północnej. W tundrze często zwartymi łanami zarasta duże powierzchnie. W Polsce jest pospolity na obszarze całego kraju. Rośnie na ziemi w miejscach słonecznych, najczęściej na wydmach, wrzosowiskach, oraz w świetlistych lasach sosnowych. Jest gatunkiem charakterystycznym w zespole roślinnym zwanym borem chrobotkowym.
Gatunek od 2004 roku objęty w Polsce ochroną częściową.

## Gatunki podobne
W Polsce występuje kilka podobnych gatunków chrobotków: leśny (Cladonia arbuscula), łagodny (Cladonia mitis), reniferowy (Cladonia rangiferina) i najeżony (Cladonia portentosa). Wszystkie są pospolite i występują na podobnych siedliskach. Chrobotek reniferowy ma pewne charakterystyczne cechy:
- podstawa podecjów jest jasnoszara, pokryta niewyraźnymi, rozproszonymi areolkami,
- górna część podecjów brązowieje,
- powierzchnia plechy jest jednolita, dopiero przy dużym powiększeniu widać na niej pilśń,
- podecja są silnie rozgałęzione,
- zakończenia gałązek wygięte są w jedną stronę, przeważnie poczwórne, rzadko pojedyncze[10].

Chrobotek leśny ma łagodny smak, chrobotek najeżony tworzy najczęściej 3-dzielne rozgałęzienia, chrobotek leśny jest żółtoszary lub szarozielony.

## Wykorzystanie
Plecha wtórna chrobotka reniferowego (podecjum) po impregnacji gliceryną jest wykorzystywana w wystroju wnętrz.